# Шипобуз рак
Orconectes limosus е вид ракообразно от семейство Cambaridae.

## Разпространение
Видът е разпространен в Канада (Квебек и Ню Брънзуик) и САЩ (Вашингтон, Вирджиния, Върмонт, Делауеър, Западна Вирджиния, Кънектикът, Масачузетс, Мейн, Мериленд, Ню Джърси, Ню Йорк, Ню Хампшър, Пенсилвания и Род Айлънд). Внесен е в Австрия, Белгия, Великобритания, Германия, Италия, Литва, Люксембург, Мароко, Нидерландия, Полша, Русия (Калининград), Унгария, Франция, Черна гора, Чехия и Швейцария.